# Protea praticola
Protea praticola är en tvåhjärtbladig växtart som beskrevs av Adolf Engler. Protea praticola ingår i släktet Protea och familjen Proteaceae. Inga underarter finns listade i Catalogue of Life.